# Jacob van Moscher
Jacob van Moscher ou Jacob van Mosscher ou Jacob van Musscher (vers 1605 - après 1650)est un peintre néerlandais du siècle d'or. Il est connu pour ses peintures de paysages. Ses œuvres sont signées "I. van Moscher".

## Biographie
La date et le lieu de naissance de Jacob van Moscher ne sont pas connus. On suppose qu'il est né vraisemblablement vers 1605. 
Il est actif à Haarlem pendant la période 1635-1645.
Ses œuvres sont rares et dénotent une influence des peintres Jan van Goyen, Pieter de Molyn et Cornelis Vroom. Il est un grand ami de ce dernier ainsi que des frères Van Ostade Adriaen et Isaac qui ont collaboré sur certaines de ses œuvres en représentant des personnages sur les paysages qu'il avait préalablement peints.
Il meurt après 1650.

## Œuvres
- Une route près d'une ferme[2], Dulwich Picture Gallery, Londres
- Paysage avec une ferme au bord des dunes[3], Rijksmuseum Twenthe, Enschede
- Paysage, Lisière d'une forêt au bord d'une rivière